# ساندي (بيدفوردشير)
ساندي (بالإنجليزية: Sandy)‏ بلدة تقع إدارياً ضمن Central Bedfordshire ‏ في المملكة المتحدة. تعتمد ساندي للبريد على الرمز البريدي SG19 وللاتصالات على رمز الاتصال الهاتفي المحلي 01767.

## توأمة
لساندي اتفاقيات توأمة مع كل من:
- Malaunay [الإنجليزية]‏
- Skarszewy [الإنجليزية]‏

## أعلام
- فرانسيس بيم، البارون بيم

## وصلات خارجية
- الموقع الرسمي